# Kira (Boundoré)
Pour les articles homonymes, voir Kira.
Kira est une commune située dans le département de Boundoré, dans la province du Yagha, région du Sahel, au Burkina Faso.